# Dancing Feet (песня)
«Dancing Feet» — песня норвежского диджея и музыкального продюсера Kygo при участии американской группы DNCE. Она была выпущена 25 февраля 2022 года лейблом RCA Records как четвёртый сингл из четвёртого студийного альбома Kygo Thrill of the Chase. Продюсерами выступили Kygo и Дэвид Стюарт, вокал обеспечил Джо Джонас, продюсеры также выступили авторами песни вместе с Рами Якубом и Джесс Агомбар. Песня также знаменует собой возвращение сингла DNCE с момента их возвращения после трехлётнего перерыва в 2019 году.

## Предыстория и продвижение
Джо Джонас объявил о песне в TikTok, за нескольких недель до её выхода, с несколькими тизерами и клипами с песней на заднем плане, начиная с середины января 2022 года.
7 февраля 2022 года DNCE объявили о своём возвращении в качестве группы после перерыва, который длился около трёх лет с конца 2018 года, и Джонас в тот же день дал интервью Rolling Stone, в котором он рассказал о песне: «Это действительно радостно. Это то чувство, что на самом деле наплевать на это и надо наслаждаться жизнью в полной мере». Песня была описана как «идеальная реинтродукция, четкий боп вдохновлённый восьмидесятыми, подготовленный для всех ваших потребностей на танцполе» и «идеально вписывающийся в материал, уже написанный для возвращения группы». Четыре дня спустя Kygo дал интервью People, в котором он поделился своими мыслями о сотрудничестве с Джонасом над песней и воссоединении DNCE: «Я встретил Джо на фестивале пару лет назад, но он очень хороший парень» и «Джо записал вокал, он просто потрясающий», добавив, что «Я чувствую, что мы все просто очень взволнованы этой песней, и, очевидно, очень круто быть частью их возвращения». 12 февраля 2022 года Kygo пригласил DNCE для выступления на Sports Illustrated The Party x Palm Tree Crew в Century Park для Супербоула LVI. Съёмки клипа проходили на этой неделе. Также сообщалось, что Kygo работает с DNCE над предстоящим вторым студийным альбомом группы.

## Композиция и слова
«Dancing Feet» написана в тональности до мажор. Джонас поет «под характерно бризовую мелодию Kygo», особенно в припеве песни: «’Cause these dancing feet don’t cry to the rhythm, they cry for you / And every Saturday night that you ain’t here, my tears are blue / And these blinding lights, they shine so bright like we're on the moon / But I don’t wanna dancе another beat, no, unless it’s with you».

## Музыкальный клип
Премьера официального музыкального клипа на песню от режиссёра Йоханнеса Ловунда, состоялась 28 февраля 2022 года, совпав с трехлетней годовщиной воссоединения другой группы Джонаса, Jonas Brothers. Первоначально планировалось выпустить клип с песней, но его выход был отложен в связи с вторжением России на Украину, происходившим в то время. Съёмки проходили в Майами, штат Флорида. В клипе Kygo и три участника DNCE (Джонас, Джек Лоулесс и ЧинДжу Ли) в Palm Tree Resort, подражая Miami Vice, когда они делают одолжения и выполняют поручения для богатых людей в этом районе, например, паркуют их машины и играют с ними в теннис, а затем дают музыку для вечеринки. На следующий день, после тяжелой работы, они пробираются в ночной клуб и танцуют на освещённом полу.

## Участники записи
- Kygo – производство, автор
- DNCE
  - Джо Джонас – вокал
  - Джек Лоулесс – ударные
  - ЧинДжу Ли – гитара
- Дэвид Стюарт – производство, автор, вокальное производство
- Рами Якуб – автор
- Джесс Агомбар – автор
- Шон Ласселлес – различное производство
- Сербан Генеа – микширование
- Рэнди Меррилл – мастеринг
- Джон Хейнс – звукорежиссёр

## Чарты
| Чарт (2022)                                | Высшая позиция |
| ------------------------------------------ | -------------- |
| Бельгия/Фландрия (Ultratop 50)             | 35             |
| Бельгия/Валлония (Ultratop 50)             | 22             |
| Канада (Billboard Canadian Hot 100)        | 68             |
| Канада (Billboard CHR/Top 40)              | 27             |
| Канада (Billboard Hot AC)                  | 26             |
| Чехия (Rádio — Top 100)                    | 7              |
| Мир (Billboard Global 200)                 | 165            |
| Венгрия (Rádiós Top 40)                    | 8              |
| Нидерланды (Dutch Top 40)                  | 25             |
| Нидерланды (Single Top 100)                | 53             |
| New Zealand Hot Singles (RMNZ)             | 3              |
| Норвегия (VG-lista)                        | 8              |
| Задан неверный чарт Russiaradio            | 9              |
| Словакия (Rádio — Top 100)                 | 7              |
| Швеция (Sverigetopplistan)                 | 33             |
| Швейцария (Schweizer Hitparade)            | 60             |
| Великобритания (OCC UK Singles Downloads)  | 38             |
| США (Billboard Adult Pop Airplay)          | 23             |
| США (Billboard Bubbling Under Hot 100)     | 16             |
| США (Billboard Hot Dance/Electronic Songs) | 6              |
| США (Billboard Pop Airplay)                | 28             |

| Чарт (2022)             | Высшая позиция |
| ----------------------- | -------------- |
| Russia Airplay (TopHit) | 14             |

| Чарт (2022)                               | Позиция |
| ----------------------------------------- | ------- |
| Belgium (Ultratop 50 Flanders)            | 133     |
| Belgium (Ultratop 50 Wallonia)            | 121     |
| Hungary (Rádiós Top 40)                   | 63      |
| Netherlands (Dutch Top 40)                | 97      |
| Russia Airplay (TopHit)                   | 39      |
| US Hot Dance/Electronic Songs (Billboard) | 28      |

## Сертификации
| Регион | Сертификация | Продажи   |
| --- | ------------ | --------- |
| Австрия (IFPI Austria) | Золотой      | 15 000    |
| Канада (Music Canada) | Золотой      | 40 000    |
| Венгрия (Mahasz) | Платиновый   | 4000      |
| Стриминг |              |           |
| Швеция (GLF) | Золотой      | 4 000 000 |
| Данные о продажах + прослушиваниях приведены только на основе сертификации. · Данные только о прослушиваниях приведены на основе сертификации. |              |           |

## История релиза
| Регион | Дата            | Формат                       | Лейбл       | Примечания |
| ------ | --------------- | ---------------------------- | ----------- | ---------- |
| Разыне | 25 февраля 2022 | Цифровое скачивание стриминг | RCA Records | [ 43 ]     |
| США    | 28 февраля 2022 | Adult contemporary radio     | RCA Records | [ 44 ]     |
| США    | 1 марта 2022    | Contemporary hit radio       | RCA Records | [ 45 ]     |
| Италия | 11 марта 2022   | Contemporary hit radio       | Sony        | [ 46 ]     |

## References
1. ↑  https://www.discogs.com/release/22339291-Kygo-Ft-DNCE-Dancing-Feet
2. ↑  Mills, Rebecca. Will Joe Jonas-led DNCE finally get the respect it deserves? FanSided (17 января 2022). Дата обращения: 7 февраля 2022.
3. ↑  Spanos, Brittany (2022-02-07). Joe Jonas Wants DNCE to Be the Next E Street Band. Rolling Stone. Дата обращения: 2022-02-07.
4. ↑  Caruso, Skyler. Kygo Reveals 'Dream' Collab and Talks DNCE's Return: 'It's Very Cool to Be Part of Their Comeback'. People (11 февраля 2022). Дата обращения: 11 февраля 2022.
5. ↑  DNCE. #DANCINGFEET LIVE FOR THE FIRST TIME ON A SATURDAY NIGHT 🕺🏻 @kygomusic DON'T FORGET TO PRESAVE AT DANCINGFEET.LIVE. [твит]. Твиттер (13 февраля 2022). Дата обращения: 13 февраля 2022.
6. ↑  Rowley, Glenn (2022-02-07). Joe Jonas Teases 'It's Go Time' on a 'New Era' of Music: 'There's So Many Different Projects'. Billboard. Дата обращения: 2022-02-07.
7. ↑  Massabrook, Nicole. Joe Jonas Sets DNCE Comeback After 4-Year Break: New Music is 'Really Happy'. Us Weekly (8 февраля 2022). Дата обращения: 8 февраля 2022.
8. ↑  Gørvell-Dahll, Kyrre; Yacoub, Rami; Stewart, David; Agombar, Jessica. Dancing Feet. Musicnotes.com. Дата обращения: 25 февраля 2022.
9. ↑  Aniftos, Ranis (2022-02-25). DNCE Reunites for 'Dancing Feet' with Kygo. Billboard. Дата обращения: 2022-02-25.
10. ↑  Iahn, Buddy. Kygo, DNCE team for 'Dancing Feet'. The Music Universe (28 февраля 2022). Дата обращения: 28 февраля 2022.
11. ↑  DNCE releases "Dancing Feet" music video. WRMF (28 февраля 2022). Дата обращения: 28 февраля 2022.
12. ↑   "Kygo feat. DNCE – Dancing Feet" (нид.). Ultratop 50.   Дата обращения: 24 апреля 2022.
13. ↑   "Kygo feat. DNCE – Dancing Feet" (фр.). Ultratop 50.   Дата обращения: 8 мая 2022.
14. ↑   "Kygo Chart History (Canadian Hot 100)". Billboard.  Дата обращения: 8 марта 2022.
15. ↑   "Kygo Chart History (Canada CHR/Top 40)". Billboard.  Дата обращения: 29 марта 2022.
16. ↑   "Kygo Chart History (Canada Hot AC)". Billboard.  Дата обращения: 5 апреля 2022.
17. ↑   "ČNS IFPI" (чешск.). Hitparáda – Radio Top 100 Oficiální. IFPI Czech Republic. Note: Select 33. týden 2022 in the date selector.  Дата обращения: 22 августа 2022.
18. ↑   "Kygo Chart History (Global 200)". Billboard.  Дата обращения: 8 марта 2022.
19. ↑   "Archívum – Slágerlisták – MAHASZ" (венг.). Rádiós Top 40 játszási lista. Magyar Hanglemezkiadók Szövetsége.  Дата обращения: 1 сентября 2022.
20. ↑   "Nederlandse Top 40 – week 20, 2022" (нид.). Dutch Top 40.  Дата обращения: 14 мая 2022.
21. ↑   "Kygo feat. DNCE – Dancing Feet" (нид.). Single Top 100.  Дата обращения: 28 мая 2022.
22. ↑  NZ Hot Singles Chart. Recorded Music NZ (7 марта 2022). Дата обращения: 5 марта 2022.
23. ↑   "Kygo feat. DNCE – Dancing Feet". VG-lista.  Дата обращения: 5 марта 2022.
24. ↑   "ČNS IFPI" (словац.). Hitparáda – Radio Top 100 Oficiálna. IFPI Czech Republic. Note: Select 24. týden 2022 in the date selector.  Дата обращения: 20 июня 2022.
25. ↑   "Kygo feat. DNCE – Dancing Feet". Singles Top 100.  Дата обращения: 4 марта 2022.
26. ↑   "Kygo feat. DNCE – Dancing Feet". Swiss Singles Chart.  Дата обращения: 6 марта 2022.
27. ↑   "Official Singles Downloads Chart Top 100". Official Charts Company.  Дата обращения: 6 марта 2022.
28. ↑   "Kygo Chart History (Adult Pop Songs)". Billboard.   Дата обращения: 29 марта 2022.
29. ↑   "Kygo Chart History (Bubbling Under Hot 100)". Billboard.  Дата обращения: 8 марта 2022.
30. ↑   "Kygo Chart History (Hot Dance/Electronic Songs)". Billboard.  Дата обращения: 8 марта 2022.
31. ↑   "Kygo Chart History (Pop Songs)". Billboard.  Дата обращения: 29 марта 2022.
32. ↑  Top Radio Hits Russia Monthly Chart July 2022. TopHit. Дата обращения: 5 августа 2022.
33. ↑  Jaaroverzichten 2022 (нидерл.). Ultratop. Дата обращения: 13 января 2023.
34. ↑  Rapports annuels 2022 (фр.). Ultratop. Дата обращения: 13 января 2023.
35. ↑  Rádiós Top 100 - hallgatottsági adatok alapján - 2022 (венг.). Mahasz. Дата обращения: 4 февраля 2023. Архивировано 3 февраля 2023 года.
36. ↑  Top 100-Jaaroverzicht van 2022 (нидерл.). Dutch Top 40. Дата обращения: 3 января 2023.
37. ↑  Top Radio Hits Russia Annual Chart 2022. TopHit. Дата обращения: 30 декабря 2022. Архивировано 30 декабря 2022 года.
38. ↑  Hot Dance/Electronic Songs – Year-End 2022. Billboard. Дата обращения: 2022-12-05.
39. ↑  Austrian  single  certifications – Kygo ft. Dnce – Dancing Feet (нем.). IFPI Austria. Дата обращения: 2023-06-16.
40. ↑  Canadian  single  certifications – Kygo – Dancing Feet (ft. DNCE) (англ.). Music Canada. Дата обращения: 2024-01-20.
41. ↑  Adatbázis – Arany- és platinalemezek – 2023 (венг.). MAHASZ. Дата обращения: 2023-06-29.
42. ↑  Sverigetopplistan – Kygo (швед.). Sverigetopplistan. Дата обращения: 2023-06-16.
43. ↑  Dancing Feet (feat. DNCE) - Single by Kygo on Apple Music. Дата обращения: 25 февраля 2022.
44. ↑  Hot/Modern/AC Radio Future Releases. All Access. Дата обращения: 26 февраля 2022. Архивировано 26 февраля 2022 года.
45. ↑  Top 40 Mainstream Future Releases. All Access. Дата обращения: 28 февраля 2022. Архивировано 28 февраля 2022 года.
46. ↑  Kygo feat. DNCE "Dancing Feet" | (Radio Date: 11/03/2022) (итал.). radiodate.it. Дата обращения: 6 марта 2022.